# Agnimitra
Agnimitra (em sânscrito:  अग्निमित्रः) (r. 149—141 a.C.) foi o segundo rei da dinastia Sunga do norte da Índia. Ele sucedeu seu pai, Pusiamitra Sunga, em 149 a.C. O Vayu Purana e o Brahmanda Purana designaram oito anos como a duração de seu reinado.

## Sucessão
Agnimitra sucedeu seu pai em 149 a.C. e governou por oito anos. Seu reinado terminou em 141 a.C. e ele foi sucedido por seu filho Vasujyesta (de acordo com o Matsya Purana) ou Sujyesta (de acordo com os puranas Vayu, Brahamanda, Vixnu e Bagavata).